# Haus unter der Hohlenfluh

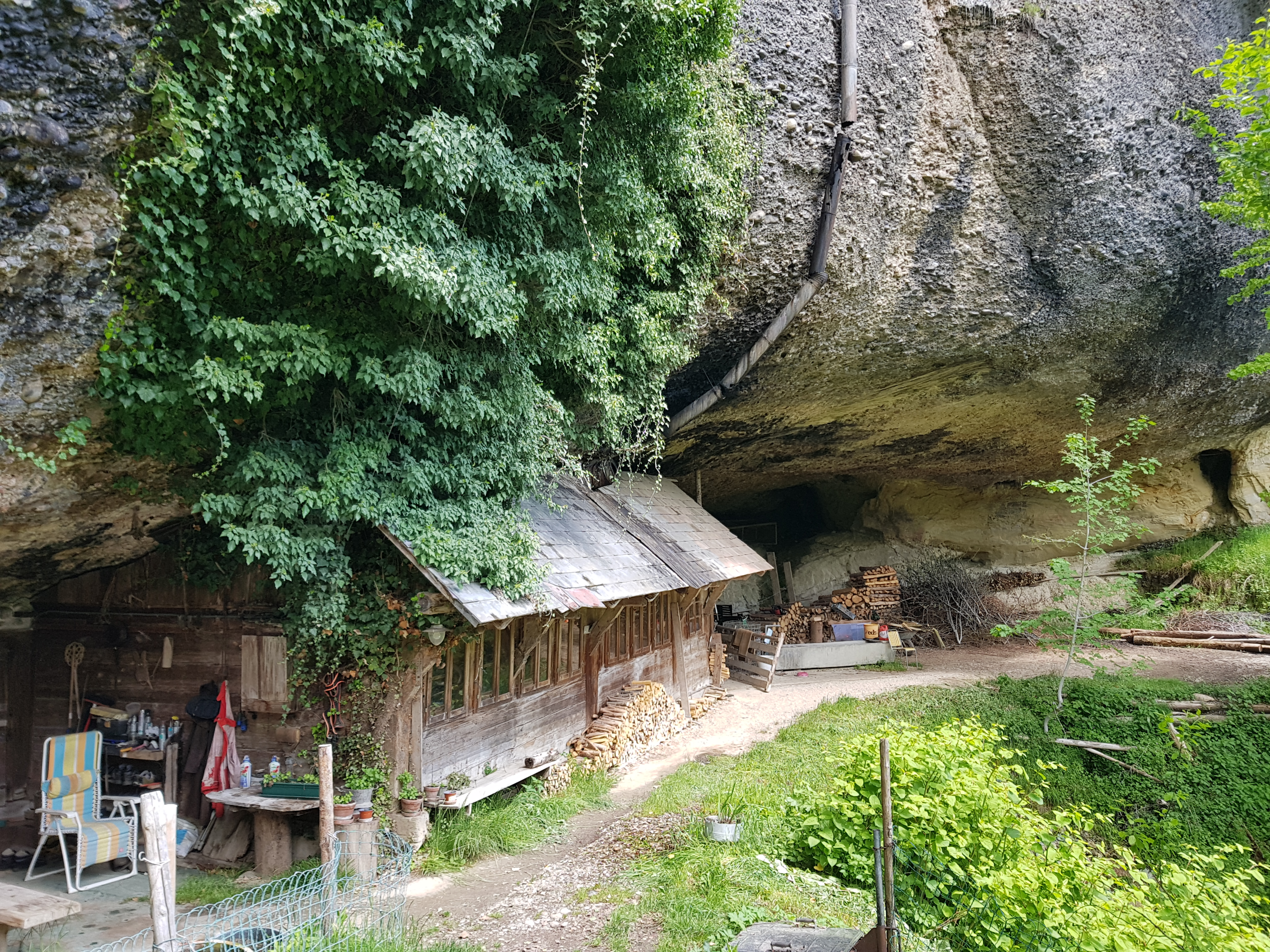
Haus unter der Hohlenfluh im Frühling 2025. Die ehemaligen Stallungen sind längst abgerissen.

Das Haus unter der Hohlenfluh (auch: Haus unter der Holeflue oder Hohlefluhhüsi) ist ein kleines abgelegenes Bauernhaus in der Gemeinde Eggiwil im oberen Emmental im Kanton Bern. Das Haus ist vor Wind und Wetter geschützt unter einem natürlichen Nagelfluh-Felsüberhang eingebaut. Dieses Fluehüsli zählt zu den letzten seiner Art in der Schweiz.

## Lage
Das abgelegene Anwesen liegt auf einer Höhe von 980 m ü. M. an einem steilen Abhang hoch über dem Bärbach und ist nur über einen schmalen Fussweg oder bei trockenem Wetter mit einem geländegängigen Fahrzeug erreichbar. Das Haus liegt per Fussweg etwa 5 Kilometer vom Dorf Eggiwil entfernt.

## Bau und Geschichte

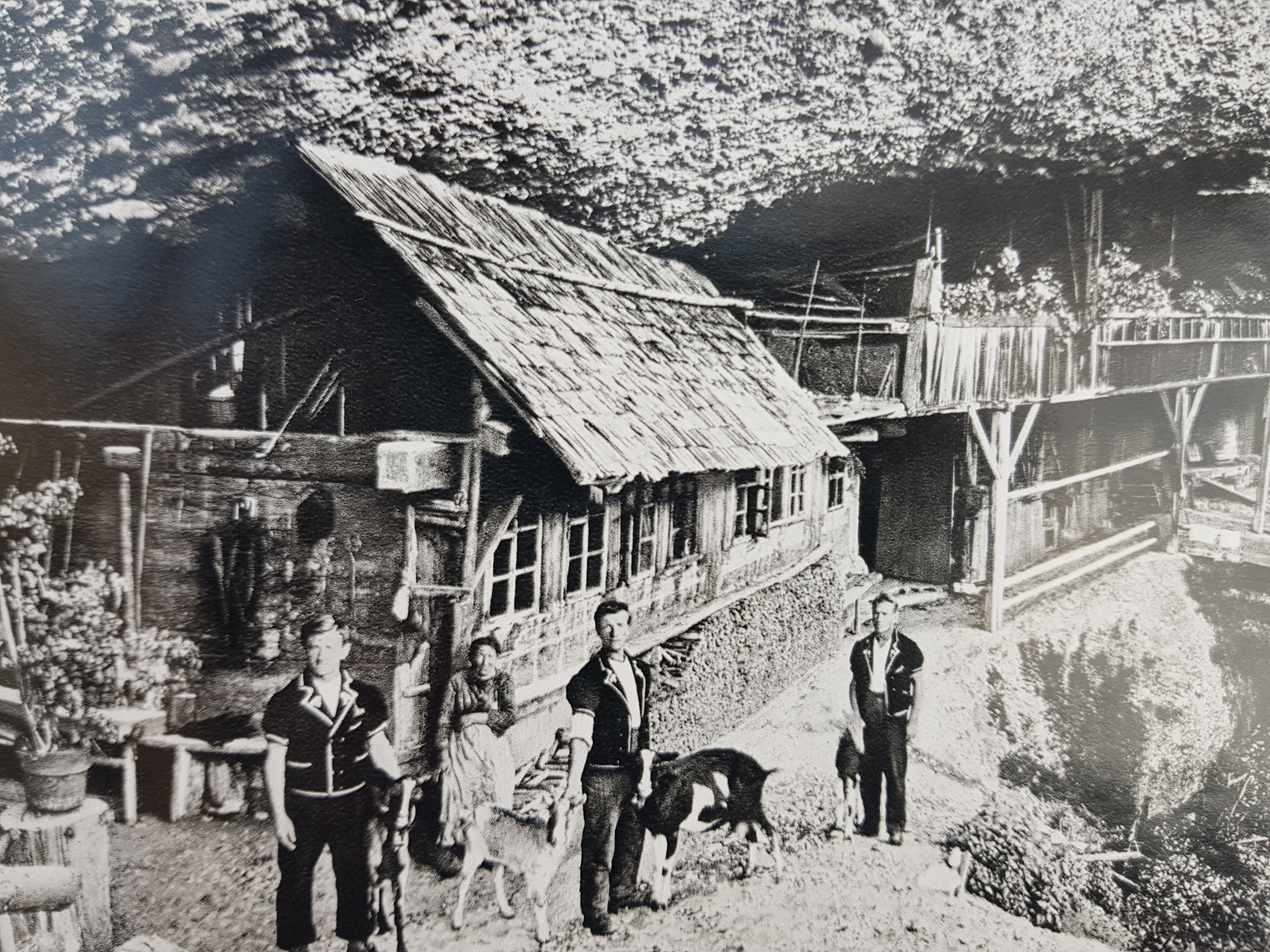
Haus mit den Stallungen unter der Hohlenfluh in den 1930er Jahren

Die Geschichte des Heimwesens reicht vermutlich bis ins 16. Jahrhundert zurück, in die Täuferzeit, dafür fehlen jedoch konkrete Belege. In der abgelegenen Gemeinde Eggiwil lebten nach der Einführung der Reformation (1528) viele Täufer. Erstmals schriftlich erwähnt wurde das Anwesen erst 1744 in einem Besuchsbuch. Dabei handelt es sich um ein Register des Pfarrers, der darin vermerkte, wer wo wohnte.
Das heute noch bestehende Wohngebäude wurde gemäss der Denkmalpflege des Kantons Bern während den Jahren 1840–1859 erbaut. Es handelt sich dabei um einen Ständerbau mit Pultdach (schindel- und eternitgedeckt). Seit 1947 wird das Gebäude mit Elektrizität versorgt. Das Telefon wurde dann 1957 eingerichtet.
1944 beschrieb ein Journalist das Anwesen wie folgt: «[...] Seit 37 Jahren wohnen die Eheleute Hirschi in einer der seltsamsten und originellsten Wohnstätten der Schweiz. Sie sind im wahren Sinne des Wortes Höhlenbewohner. Unter einem gewaltigen Nagelfluhfelsen hat ein früherer Bauer ein Haus gebaut, das eigentlich nur aus einer Fassade besteht. Boden, Dach, Rückseite und zum Teil auch die Seitenwände sind Naturfels, hinter wohnlichen Stuben liegt eine Rauchküche und noch tiefer unter den Felsen sind die Ställe für Kühe, Schweine, Ziegen, Meerschweinchen, Hühner, Enten, Tauben und selbstverständlich auch Hunde und Katzen. Ein Paradies für tierliebende Kinder! – Über den mächtigen Felsen rinnt - bald dünn wie ein Faden, bald zischend - ein Bächlein, das in luftigem Sprung vor den Fenstern des Höhlenhauses ins Tobel hinunterschiesst. Im Winter bildet es gelegentlich eine Eiswand, die zwischen Himmel und Erde zu stehen scheint. [...]».
Die ehemaligen Stallungen unter der Hohlenfluh wurden längst abgebaut. Neben den Ställen war ebenfalls noch eine Werkstatt oder früher eine Stube für die Kinder angebaut.
Das Heimwesen wurde bis ins Jahr 1966 ganzjährig landwirtschaftlich genutzt. Damals wohnte im Haus noch eine 9-köpfige Familie. Heute dient das Wohnhaus noch teilweise als Feriendomizil.
Im Bauinventar der Denkmalpflege des Kantons Bern wird das Haus als gutes Beispiel eines sehr seltenen Fluehüsli beschrieben und als schützenswert eingestuft.